# Distinguished Gentleman's Ride
Distinguished Gentleman's Ride је хуманитарна манифестација чији је циљ да се подигне свест о важности менталног здравља мушкараца и превенцији рака простате и прикупе средства за истраживања у овим областима. Одржава се сваке године у мају месецу. Истога дана широм света елегантно одевени мотоциклисти у класичним оделима возе ревијалну вожњу градским улицама. Манифестацију је покренуо аустралијанац Марк Хава (енгл. Mark Hawwa) 2012. године. Највећи број учесника су мушкарци, али сваке године све је већи број девојака и жена. Године 2024. године у вожњи је учествовало готово 112.000 мотоциклиста, а организована је у 105 земаља и 958 градова. Вожњу организује фондација истог имена — Distinguished Gentleman's Ride, а од 2016. званични партнер им је фондација Мовембер, позната по организовању истоимене манифестације, код нас познате као Бркати новембар, којом се такође пружа подршка борби против рака простате.
Циљ ове ревијалне вожње је да сваки учесник анимира мушкарце у свом окружењу да обаве преглед простате или да евентуално донира добровољни прилог за помоћ неком од учесника или на глобални рачун, одакле се прикупљена средства дистрибуриају светским центрима који се баве испитивањем ове болести. Цела акција је веома транспарентна.
Од 2021. одржава се још једна глобална хуманитарна манифестација са сличним циљевима — Distinguished Gentleman's Ride, у којој елегантно обучени мушкарци возе своје олдтајмере.

## Правила учешћа
Distinguished Gentleman's Ride није класични мото скуп, већ ревијална вожња на мотоциклима, градским улицама, лаганим темпом. Постоје одређена правила која учесници морају да испуне. Мотоцикли морају бити одређеног типа, углавном ретро, класични и café raceri, а возачи испоштовати дрес код, односно морају бити одевени у класична одела и носити лептир машне. Сви учесници морају се пријавити на званичном сајту организације, на ком се прикупљају и добровољне донације. Информације о рути, старту и где се вожња завршава добијају се тек након регистрације, а све то да не би било прикључивања у току вожње, већ да би сви били заједно и солидарни.

## Историја
Манифестација је први пут организована у Аустралији 2012. године, са идејом да се на занимљив начин пружи подршка борби против рака простате. Инаугурациони догађај почео је у Сиднеју, а у вожњи је учествовало око 3.000 возача у 64 града. Већ следеће године организација Distinguished Gentleman's Ride донира новац за прво истраживање, број учесника достиже 11.000, а вози се у 145 градова. Од 2014. Идеја се шири ван граница Аустралије, па се овој ревијалној вожњи учествује 20.000 у 257 градова у 58 земаља. Од 2016. остварује се партнерство са фондацијом Мовембер, која је посвећена сличном циљу.
Од 2019. првобитном циљу додаје се још један — подршка менталном здрављу мушкараца, са посебним акцентом на превенцији самоубистава.
Пандемија ковида 19 није прекинула манифестацију. Настављена је кампањом Ride Solo (Вози соло), када су возачи возили истог дана, друштвено дистанцирани, али глобално повезани. До сада је по броју учесника и градова у којима се возило рекордна била 2024. година, када је у 105 земаља и 958 градова учествовало 112.000 мотоциклиста. Рекордни број земаља у којима је манифестација одржана био је 107 и остварен је претходне, 2023. године.

## Distinguished Gentleman's Rideу Србији
Србија се овој манифестацији придружила 2015. године. Прва вожња организована је у Пироту и Београду и на њој се окупило 10–ак возача. На десетој „Вожњи са разлогом” 2024. учествовало је њих око 300. Поред Београда, у Србији се Distinguished Gentleman's Ride одржава и у Нишу, Новом Саду, .